# Love to Love You Baby (песня)
«Love to Love You Baby» (с англ. — «Люблю любить тебя, малыш») — песня, записанная американской певицей Донной Саммер для её одноимённого студийного альбома. Продюсером, а также соавтором песни вместе с Саммер и Джорджо Мородером стал Пит Белотт. Первоначально песня была выпущена в качестве сингла на территории Нидерландов в 1975 под названием «Love to Love You», позднее была перевыпущена в качестве лид-сингла с альбома во всём остальном мире. Песня была заклеймена некоторыми музыкальными критиками, а также была подвергнута цензуре и запрещена некоторыми радиостанциями.
Сингл стал первым супер-хитом Донны Саммер в Америке, достигшим позиции #2 в чарте Billboard Hot 100.

## История создания
К 1975 году Саммер прожила в Германии уже восемь лет, участвуя в различных музыкальных театральных постановках. Она также выпустила альбом в Нидерландах под названием Lady of the Night (1974), написанный в тандеме с Джорджо Мородером и Питом Белоттом, с которого было выпущено пару успешных синглов. Однако певица всё ещё была совершенно неизвестна в своей родной стране.
Идея для данной песни была навеяна певице известной песней «Je t’aime… moi non plus», которую исполняли Джейн Биркин и Серж Генсбур, Донна решила написать нечто подобное и пришла с этой идеей к Мородеру и Белотту летом 1975 года. Саммер сама написала лирику, а Мородер добавил к ней танцевальную мелодию и попросил Саммер записать её. Полный текст были несколько откровенными, и поначалу Саммер сказала, что запишет его только в качестве демо, чтобы передать какому-то другому исполнителю. Однако эротические стоны и чувственный вокал Саммер произвели на Мородера большое впечатление и настоял на выпуске сингла. Саммер согласилась, и вскоре песня была выпущена синглом в Нидерландах, но не получила особого успеха.

## Международный релиз
Запись песни была отправлена президенту Casablanca Records Нилу Богарту в США, и он поставил её на вечеринке у себя дома. Впечатленный треком, Богарт продолжал проигрывать его снова и снова всю ночь. Позже он связался с Мородером и предложил ему сделать трек длиннее — возможно, до 20 минут. Позже певица вспоминала, что она не была полностью уверена в содержании текста песни и импровизировала во время записи, Саммер заявила, что она вообразила себя в образе Мэрилин Монро, разыгрывая достижение сексуального экстаза. Би-би-си позже сообщили, что в создании песни было смоделировано рекордные двадцать два оргазма, изображённые певицей. К этому моменту песня была переименована в «Love to Love You Baby». Она заняла всю первую сторону одноименного альбома, а отредактированные версии были выпущена на семидюймовых синглах.
Повторно релиз песни состоялся ноябре 1975 года, она стала международным диско-хитом. В США песня заимела огромный успех, она добралась до второй строчки Billboard Hot 100 в феврале 1976 года и оставалась там в течение двух недель, также песня провела четыре недели на первом месте в танцевальном чарте, в чарте R&B-синглов песня заняла третье месте.
В Великобритании, после выхода в январе 1976 года, песня достигла четвёртой строчки в чарте синглов, несмотря на первоначальный отказ Би-би-си продвигать её. В результате успеха песни Саммер получила звание «Первая леди любви».

## Наследие
Песня была включена в составленный Залом славы рок-н-ролла список 500 Songs That Shaped Rock and Roll. Телеканал VH1 поместил песню на 63 позицию в списке «100 лучших танцевальных песен», а издание Slant Magazine поставило песню на 10 в аналогичном списке.

## Чарты
| Чарт (1975—1976)                      | Высшая позиция |
| ------------------------------------- | -------------- |
| Австралия (Kent Music Report)         | 4              |
| Австрия (Ö3 Austria Top 40)           | 9              |
| Бельгия/Валлония (Ultratop 50)        | 14             |
| Великобритания (OCC UK Singles)       | 4              |
| Германия (GfK)                        | 6              |
| Ирландия (IRMA)                       | 11             |
| Испания (AFYVE)                       | 6              |
| Италия (Musica e dischi)              | 11             |
| Канада (RPM Top Singles)              | 1              |
| Нидерланды (Dutch Top 40)             | 17             |
| Нидерланды (Single Top 100)           | 13             |
| Новая Зеландия (Recorded Music NZ)    | 8              |
| Норвегия (VG-lista)                   | 2              |
| США (Billboard Dance Club Songs)      | 1              |
| США (Billboard Hot 100)               | 2              |
| США (Billboard Hot R&B/Hip-Hop Songs) | 3              |
| США (Cash Box Top 100)                | 3              |
| США (Cash Box Top 100 R&B)            | 1              |
| США (Record World Top Singles)        | 1              |
| США (Record World Top R&B Singles)    | 1              |
| Франция (IFOP)                        | 17             |
| Швейцария (Schweizer Hitparade)       | 6              |
| Швеция (Sverigetopplistan)            | 5              |
| Чарт (2012)                           | Высшая позиция |
| Франция (SNEP)                        | 77             |
| Нидерланды (Single Top 100)           | 90             |

| Хит-парад (1976)                   | Позиция |
| ---------------------------------- | ------- |
| Австралия (Kent Music Report)      | 50      |
| Великобритания (UK Singles Chart)  | 61      |
| Италия (Musica e dischi)           | 61      |
| Канада (RPM Year-End)              | 25      |
| США (Billboard Dance Club Songs)   | 18      |
| США (Billboard Hot 100)            | 41      |
| США (Cash Box Top 100)             | 43      |
| США (Cash Box Top 100 R&B)         | 41      |
| США (Record World Top Singles)     | 8       |
| США (Record World Top R&B Singles) | 5       |

## Продажи и сертификации
| Регион                                                      | Сертификация | Продажи    |
| ----------------------------------------------------------- | ------------ | ---------- |
| Великобритания                                              | —            | 250 000    |
| Канада (Music Canada)                                       | Золотой      | 75 000^    |
| США (RIAA)                                                  | Золотой      | 1 000 000^ |
| ^ Данные о тиражах приведены только на основе сертификации. |              |            |

## Кавер-версии
- Эта песня была выбрана группой Digital Underground для песни «Freaks of the Industry».
- Рефрен был исполнен певицей Бейонсе в её песне «Naughty Girl».
- No Doubt записали кавер-версию песни для альбома-саундтрека к фильму «Образцовый самец».
- Tom Tom Club записали кавер-версию песни для их альбома The Good, the Bad, and the Funky.
- В пятом сезоне популярного сериала «Друзья (телесериал)», Рэйчел поёт эту песню, танцуя обнажённой в своей квартире.
- Кики Кикова (A.K.A. Сэм Тейлор-Вуд) выпустил ограниченный тираж песни в 2003 году, спродюсированной британской поп-группой Pet Shop Boys.
- В 2006 году диджей Дэвид Вендетта записал кавер-версию песни «Love To Love You Baby». В одном из интервью, артист сказал: «Love To Love You Baby — этот трек можно назвать взлетным. С него я получил известность. С того момента, как этот трек был запущен на радио, а это произошло не сразу, я, можно сказать, проснулся знаменитым». [44].